# Gino Nunes
Gino Nunes (Livorno, 1º novembre 1941 – Pisa, 30 giugno 2013) è stato un politico italiano.

## Biografia
Laureato in medicina e chirurgia all'Università di Pisa nel 1966, esercitò l'attività medica nella clinica dermatologica dell'ateneo pisano. Nel 1979 lasciò la professione per dedicarsi a tempo pieno prima al sindacato e poi alla politica.
Diventò segretario pisano della CGIL Enti locali e sanità e poi segretario della Camera del Lavoro di Pontedera.
Membro della segreteria provinciale pisana del Partito Comunista Italiano, nel 1985 fu nominato assessore e poi vicesindaco del comune di Pisa.
Dal 1990 in quota PCI diventò presidente della Provincia di Pisa, rimanendolo per tre legislature consecutive fino al 2004. Venne infatti confermato nella carica dopo le elezioni provinciali del 1995, dove oltre al PDS (di cui fa parte), lo appoggiano anche Rifondazione Comunista, Patto dei Democratici, Verdi e la Federazione Laburista. Fu riconfermato alle elezioni del 1999 espressione de L'Ulivo. Con 14 anni alla guida dell'Amministrazione provinciale pisana è il più longevo presidente che essa abbia avuto nella storia.
Dal 2005 diventò consigliere regionale della Toscana eletto con la lista Uniti nell'Ulivo, che dal 2007 si sarebbe evoluta in Partito Democratico; rimase in carica fino al termine della legislatura nel marzo 2010.
Morì a 71 anni il 30 giugno 2013.